# Rustam Qosimjonov
Rustam Qosimjonov ou Roustam Kassimdjanov (forme anglaise utilisée par la FIDE : Rustam Kasimdzhanov) est un joueur d’échecs ouzbek d'origine tatare, né le 5 décembre 1979 à Tachkent en Ouzbékistan, résidant en Allemagne où il joue pour le club de Bad Godesberg près de Bonn. Grand maître international depuis 1997, Qosimjonov a remporté en 2004 le Championnat du monde de la Fédération internationale des échecs 2004.
Au 1er janvier 2013, il est le 33e joueur mondial, avec un classement Elo de 2 709 points.

## Biographie et carrière

### Débuts aux échecs

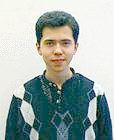
Qosimjonov en 1999

Qosimjonov apprit à jouer aux échecs à cinq ans. En 1994 et 1995, il finit troisième du championnat du monde des moins de seize ans.
En 1997, il obtint le titre de Grand maître international.

### Champion d'Asie (1998)
En 1998, Qosimjonov remportait le tournoi de Wijk aan Zee B et le championnat d'Asie d'échecs à Téhéran. L'année suivante, il finit deuxième du championnat du monde d'échecs junior (en 1999). 
En 2000, il reçut la médaille de bronze au premier échiquier lors de l'olympiade d'échecs de 2000. Il remporta :
- le tournoi open de Hoogeveen (tournoi Essent) en 2001 ;
- le tournoi de Pamplune en décembre 2002 (battant Viktor Bologan lors d'un match de départage) ;
- l'open de Flessingue 2003.

Lors de la Coupe du monde d'échecs 2002, il fut battu en finale par Viswanathan Anand.

### Champion du monde FIDE (2004)

Qosimjonov en 2004

Qosimjonov est devenu champion du monde en juillet 2004, au cours d’une compétition très controversée : organisée à Tripoli en Libye, les joueurs israéliens ne purent y participer. Par solidarité ou pour d’autres raisons, un grand nombre de grands maîtres annulèrent leur inscription : huit des dix meilleurs joueurs mondiaux du moment (dont les quatre premiers) refusèrent d’y jouer. Lors de ce tournoi, Qosimjonov, 44e joueur au classement Elo de la FIDE d’avril 2004, a néanmoins éliminé successivement les quatre joueurs les mieux cotés du tournoi : Vassili Ivantchouk (12e mondial), Aleksandr Grichtchouk (11e), Veselin Topalov (5e) et finalement Michael Adams, no 8 mondial.
Qosimjonov aurait dû affronter Kasparov à Dubaï (Émirats arabes unis) en janvier 2005 en vue de réunifier le titre de champion du monde d’échecs. Le match fut ajourné sine die, pour des raisons d’organisation, compromettant ainsi à nouveau la réunification du titre.

### Championnat du monde 2005

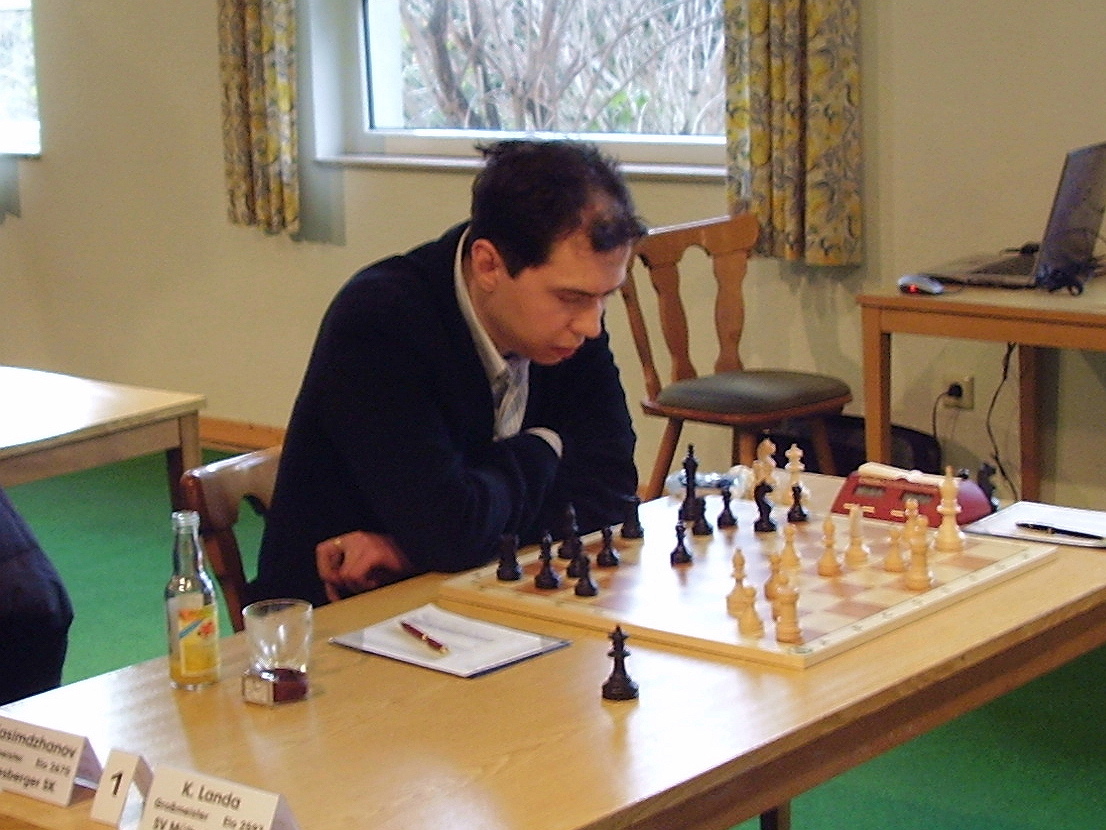
Qosimjonov en 2006

Qosimjonov a perdu son titre en octobre 2005 en faveur de Veselin Topalov qui remporta le championnat du monde à San Luis, en Argentine, où Qosimjonov termina seulement sixième sur 8.
En 2004, après sa victoire au championnat du monde, il termina premier ex æquo avec Nisipeanu à Pune.

### Candidat au championnat du monde (2007)

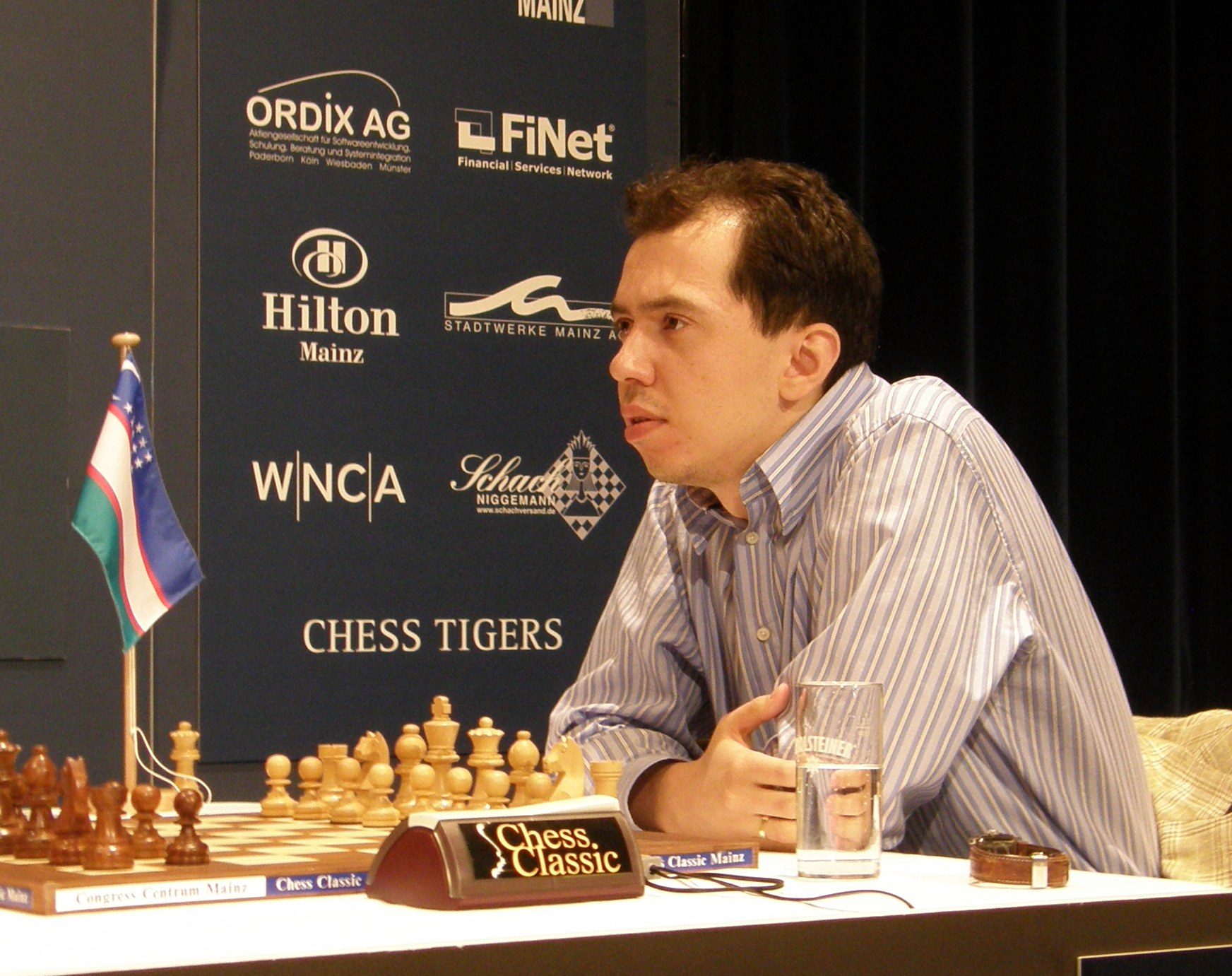
Qosimjonov en août 2007

Qosimjonov fut éliminé par Boris Guelfand lors des matchs des candidats pour le championnat du monde d'échecs 2007 (match nul sur le score de 3-3, défaite 0,5-2,5 aux départages).
Qosimjonov a assisté le champion du monde Viswanathan Anand pour ses matchs de championnat du monde de 2008, 2010 et 2012. Il a été secondant de Fabiano Caruana lors du championnat du monde 2018.

### Résultats aux coupes et championnats du monde
| Année | Lieu                             | Résultat       | Ultime adversaire     | Adversaires battus |
| ----- | -------------------------------- | -------------- | --------------------- | --- |
| 1999  | Las Vegas                        | premier tour   | Christian Bauer       | |
| 2000  | New Delhi                        | troisième tour | Vladislav Tkachiev    | Pavel Tregoubov |
| 2001  | Moscou (championnat du monde)    | troisième tour | Zurab Azmaiparashvili | Nikolaï Vlassov, Igor Khenkin |
| 2002  | Hyderabad (coupe du monde)       | finaliste      | Viswanathan Anand     | Sergueï Roublevski, Aleksandr Beliavski                                                                                          |
| 2004  | Tripoli (championnat du monde)   | Vainqueur      | Michael Adams         | Alejandro Ramírez, Ehsan Ghaem Maghami, Vassili Ivantchouk, Zoltán Almási, Aleksandr Grichtchouk, Veselin Topalov, Michael Adams |
| 2005  | San Luis                         | sixième        |                       | Viswanathan Anand Judit Polgár                                                                                                   |
| 2007  | Elista (tournoi des candidats)   | premier tour   | Boris Guelfand        | |
| 2007  | Khanty-Mansiïsk (coupe du monde) | deuxième tour  | Kiril Georgiev        | Gopal G. N |
| 2011  | Khanty-Mansiïsk (coupe du monde) | deuxième tour  | Gata Kamsky           | Liviu-Dieter Nisipeanu |
| 2015  | Bakou                            | premier tour   | Anton Kovalyov        | |
| 2019  | Khanty-Mansiïsk                  | deuxième tour  | Shakhriyar Mamedyarov | Ievgueni Bareïev |